# Исаија Србин
Исаија Србин (друга половина  века) био је српски композитор који је компоновао византијске напеве. Радио је у манастиру Матејче недалеко од Куманова (Македонија) и познат је по аколутији коју је делом саставио у другој половини  века. У њу је укључио сопствени и напев псалма других композитора.
Поред тога, био је и добар писац мелодија на двојезичне текстове (словенске и грчке) и чисто грчких химни. „Полијелеј Сервикос“ по другом гласу који му се приписује, у рукописима се појављује два пута, једном са црквено-словенским текстом српске редакције, а други пут са грчким текстом. Такође је написао мелодију за Трисагион (Трисвету песму) на грчком у којој се испољавају нове карактеристике форме и стила.
У Атинској националној библиотеци постоји рукопис под бројем 928, у којем се поред Исаије Србина налазе имена аутора јеромонаха Николе Србина и Кира Стефана Србина из XVI века (мада се помињање Исаије појављује и у XV веку). Исаија је написао „Полијелеос Сервикос“ на основу псаламских стихова 134. и 135. и на црквенословенском и на грчком језику.
По његовим мелодијама може се закључити да је био врло инвентиван и способан да уведе нове, другачије елементе, притом се држећи основних принципа византијског компоновања.